# Hornhausen
Hornhausen este o comună din landul Saxonia-Anhalt, Germania.